# Brunfelsia rupestris
Brunfelsia rupestris är en potatisväxtart som beskrevs av T. Plowman. Brunfelsia rupestris ingår i släktet Brunfelsia och familjen potatisväxter. Inga underarter finns listade i Catalogue of Life.